# Томас Енквист
Томас Карл Јохан Енквист (швед. Thomas Enqvist; рођен 13. марта 1974. године у Стокхолму, Шведска) је шведски тенисер. Најбољи пласман на АТП листи му је четврто место.
Финалиста Аустралијан опена 1999. године. Освојио је укупно 19 АТП титула у синглу и 1 у дублу. У каријери је освојио три титуле из мастерс серије Париз, Штутгарт и Синсинати.

## Гренд слем финала

### Појединачно: 1 (0–1)
| Исход     | Година | Турнир           | Подлога | Противник у финалу  | Резултат                |
| --------- | ------ | ---------------- | ------- | ------------------- | ----------------------- |
| Финалиста | 1999.  | Аустралијан опен | бетон   | Јевгениј Кафељников | 6–4, 0–6, 3–6, 6–7(1–7) |